# دانشکده پزشکی دانشگاه جرج‌تاون
دانشکده پزشکی دانشگاه جرج‌تاون (انگلیسی: Georgetown University School of Medicine) یکی از پنج مدرسه عالی دانشگاه جرج‌تاون است که در سال ۱۸۵۱ افتتاح شده‌است و در جرج‌تاون واشینگتن، دی.سی. قرار دارد.